# Tadamiči Kuribajaši
Tadamiči Kuribajaši (japanski: 栗林忠道 Kuribayashi Tadamichi), japanski general u Drugom svjetskom ratu.
Tijekom 1920-ih boravio je u SAD-u kao izaslanik japanske vojske, gdje se upoznao s golemom snagom američke industrije. Spoznaja da Amerikanci posjeduju materijalnu premoć omogućila mu je da smisli primjerenu taktiku za sukob s neprijateljem koji posjeduje nadmoć u ratnom materijalu.
Od srpnja 1944. bio je zapovjednik obrane na otoku Iōjimi (Iwo Jimi), gdje je pripremao obranu za predstojeću američku invaziju. Njegove pripreme i zapovijedi tijekom bitke za Iōjimu uzrokovale su teške gubitke američkih vojnih snaga. Poginuo je (ili počinio seppuku) krajem ožujka 1945.